# Druppelknopgewicht

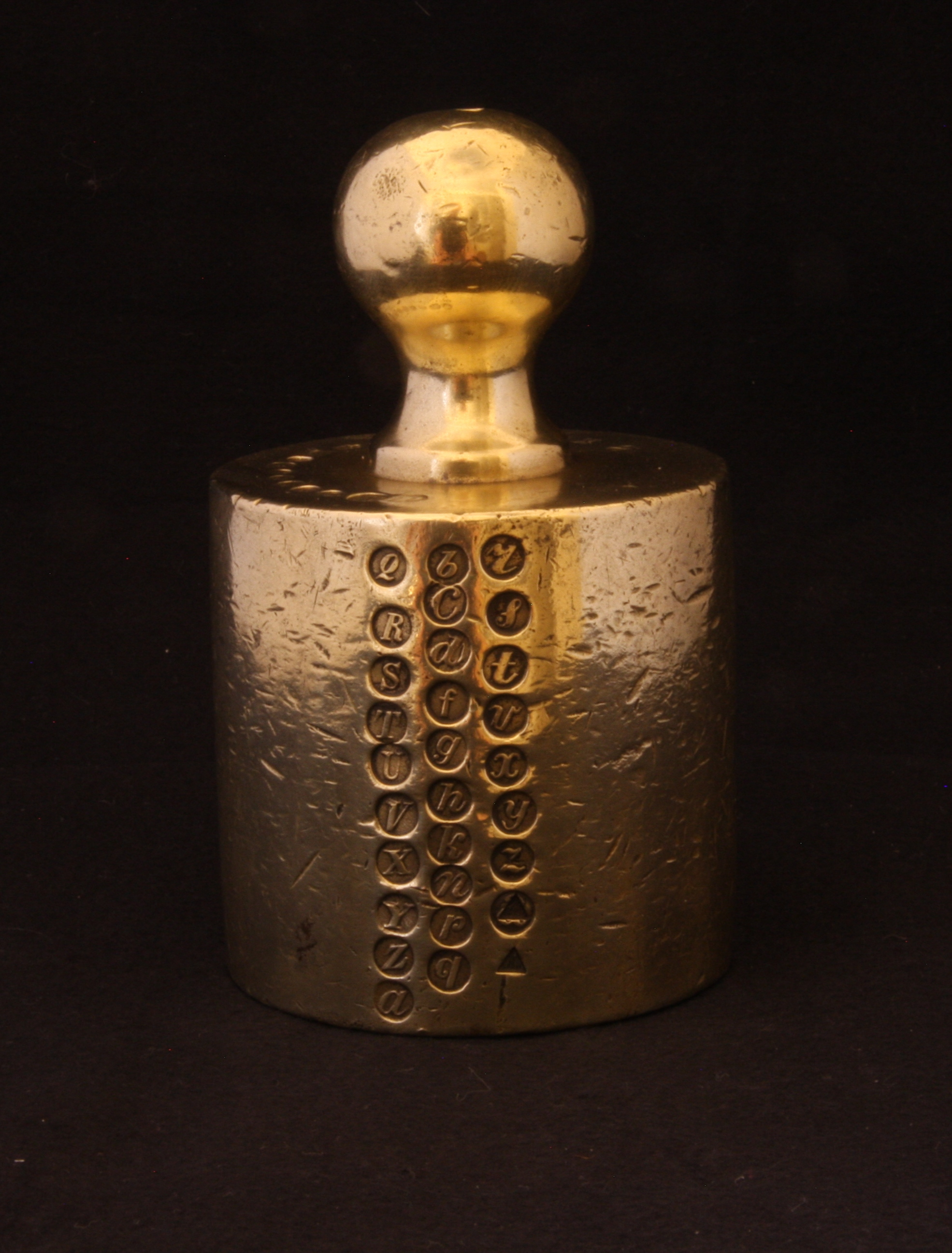
Druppelknopgewicht

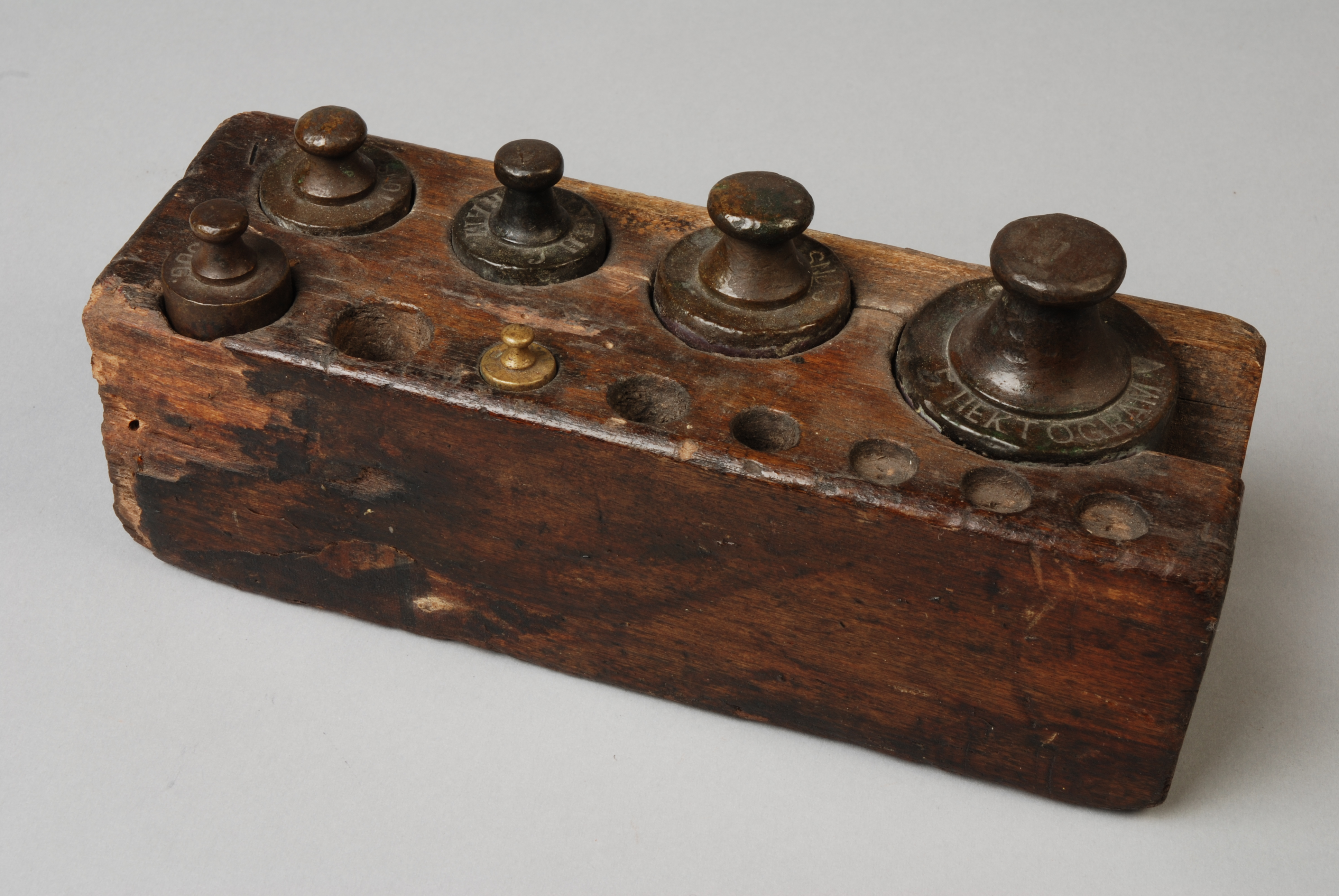
Knopgewichten

Een druppelknopgewicht is een messing gewicht met een druppelvormige knop in het Nederlandse metrische stelsel. De term werd ooit bedacht door gewichtenverzamelaar Ad van Diest. Hij schreef in 1975 als eerste in het Nederlandse kwartaalblad van de Gewichten en Maten Verzamelaars Vereniging (GMVV), Meten & Wegen: “gewichten met een lange slanke hals en een druppelvormige knop”. In maart 1976 publiceerde Van Diest een tweede artikel over druppelknopgewichten in Meten en Wegen, echter nu vergezeld van foto’s van statige messing gewichten met een druppelvormige knop, waarmee het “druppelknopgewicht” voor altijd een plaats in de Nederlandse taal kreeg.

## Geschiedenis
Tussen ca. 1847 en 1875 werd dit type messing knopgewicht in Nederland gefabriceerd in Amsterdam, Arnhem, Groningen, Leeuwarden, Sneek en Utrecht. Druppelknopgewichten werden gebruikt voor fijne wegingen bij apotheek en bij goud- en zilverweging, en ook bij gewone wegingen van voedingsmiddelen.
Dit type gewicht raakte buiten gebruik door ingrijpen van een inspecteur van het IJkwezen die streefde naar rationalisering en mechanisering van de gewichtenproductie, maar die bovendien op persoonlijke gronden het druppelknopgewicht verbood. Omdat deze gewichten gemaakt werden in een tijd waarin een justeerholte nog niet verplicht was, zodat een afwijking niet gecorrigeerd kon worden, zijn ze na 1912 vrijwel alle afgekeurd en in onbruik geraakt.
Druppelknopgewichten zijn bekend in de groottes 1 gram tot en met 10 kilogram.

## Fotogalerij

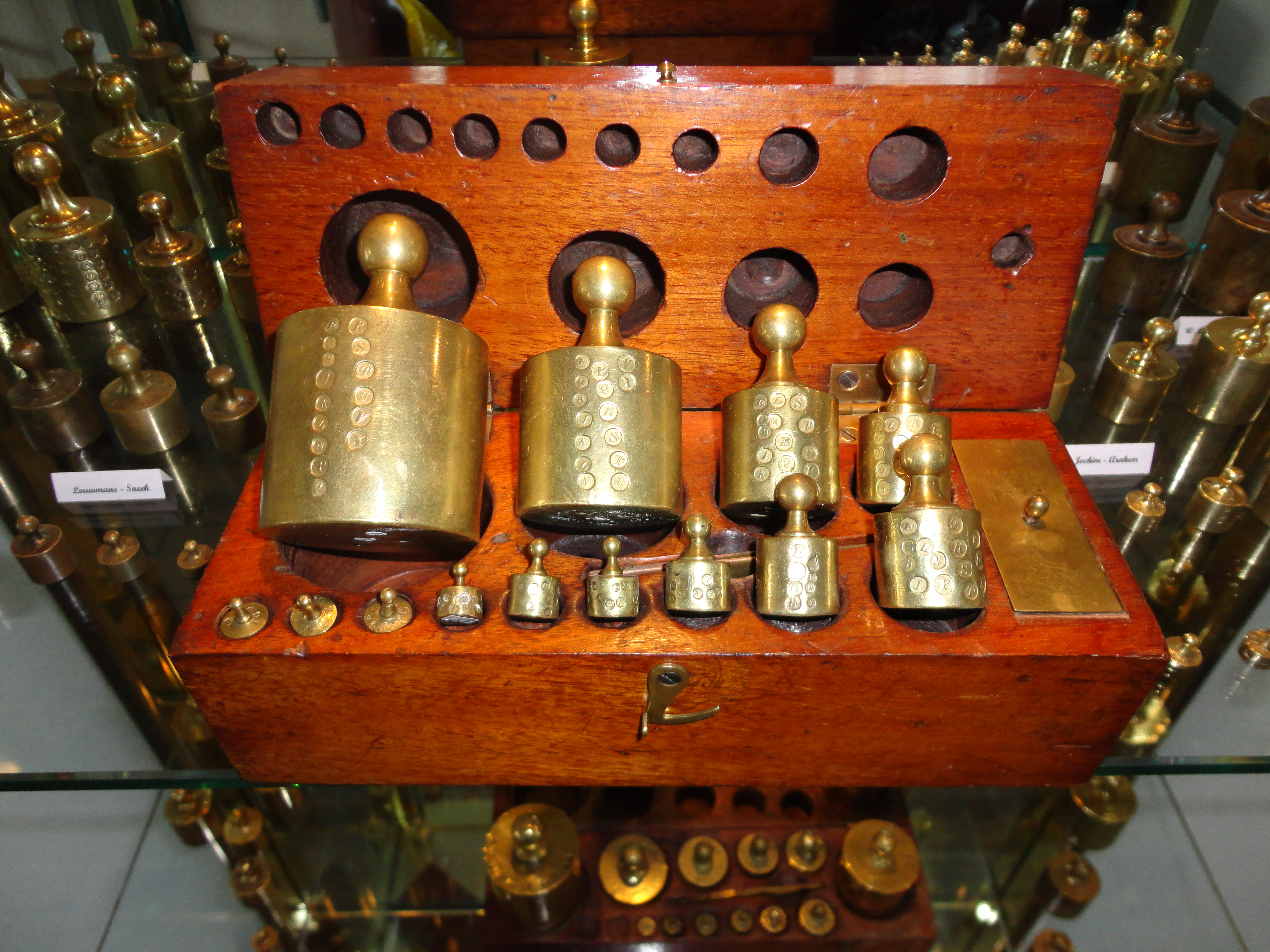
Kistje druppelknopgewichten van 1 tot 1000 gram
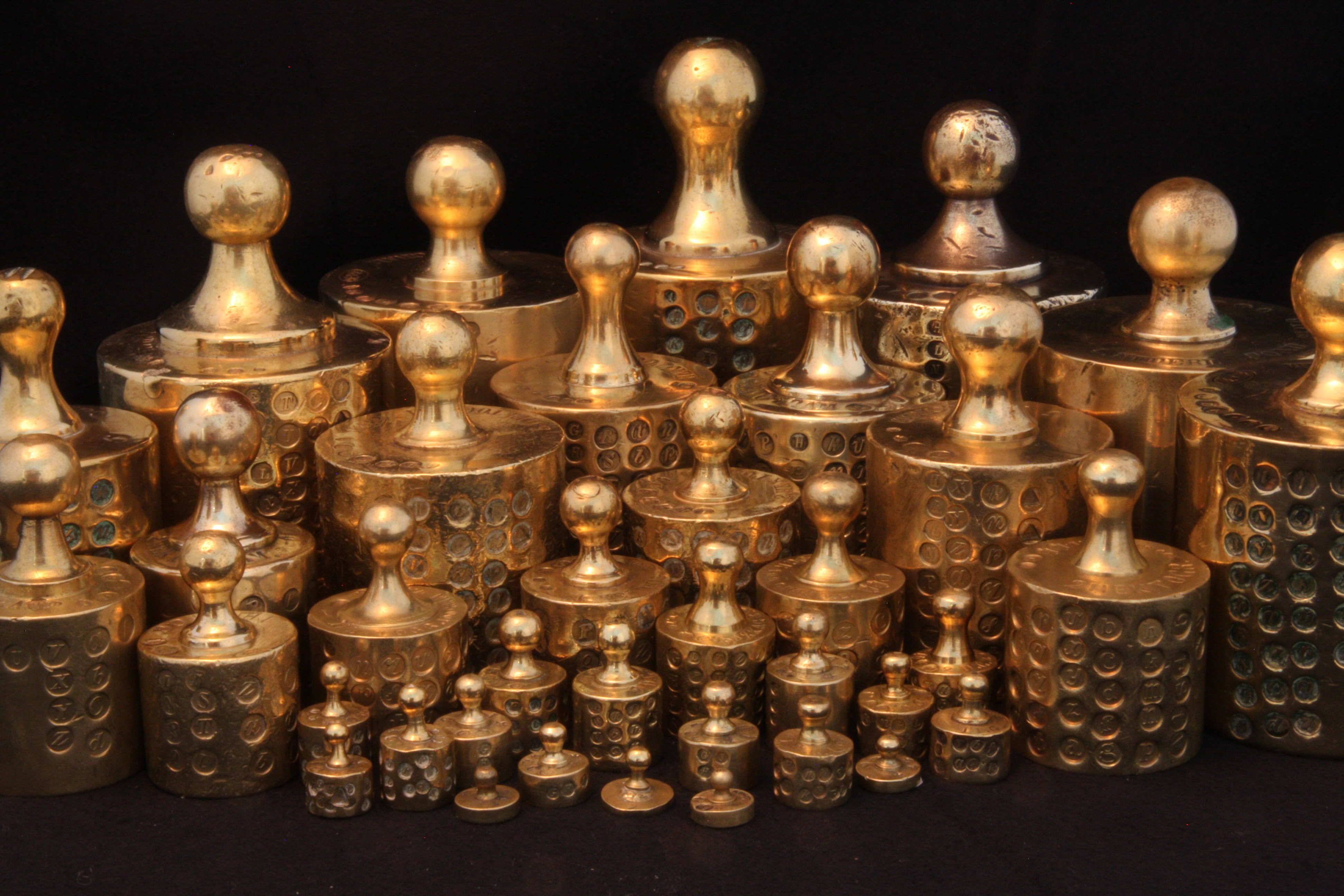
Druppelknopgewichten van verschillende fabrikanten
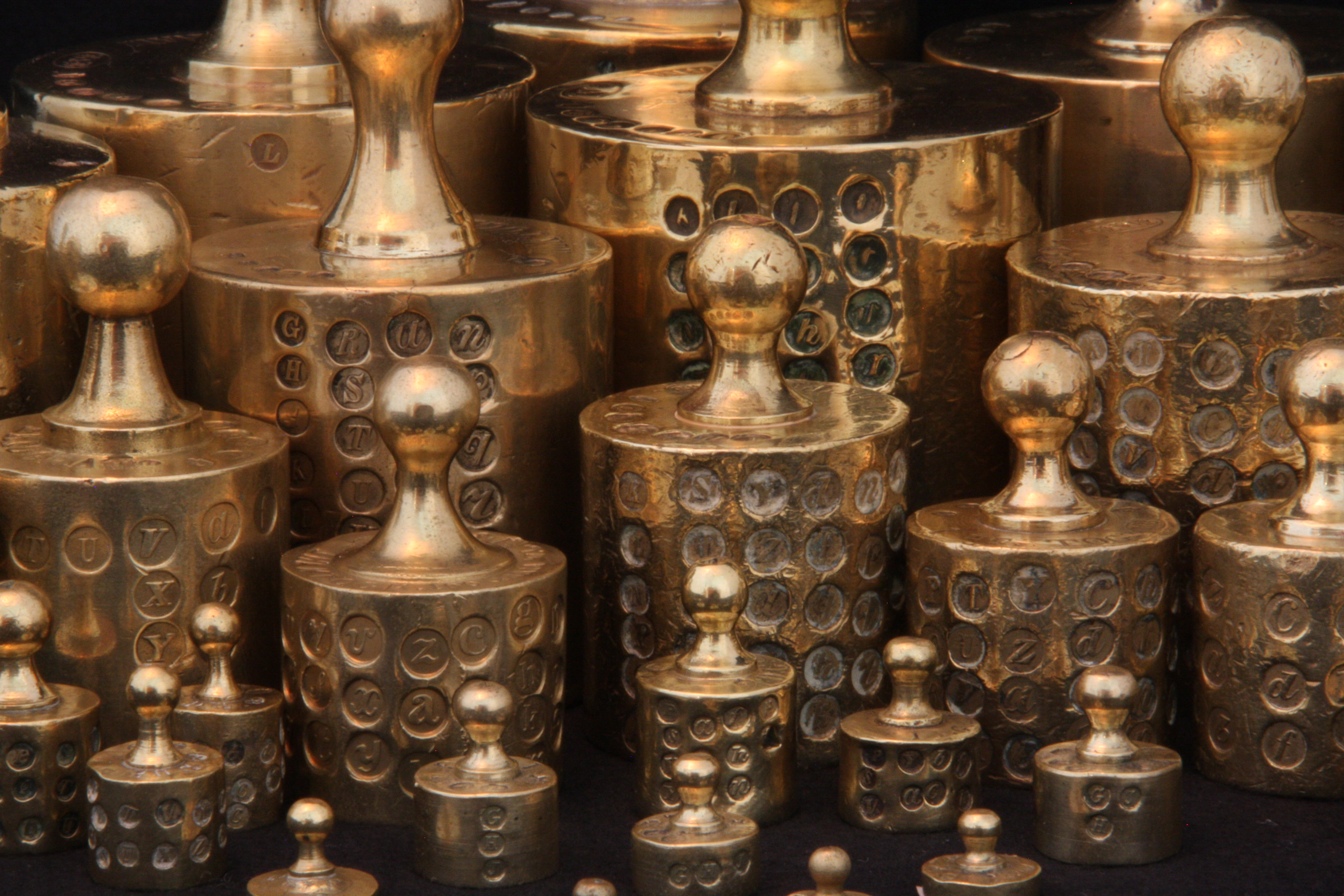
Duidelijk geijkte druppelknopgewichten
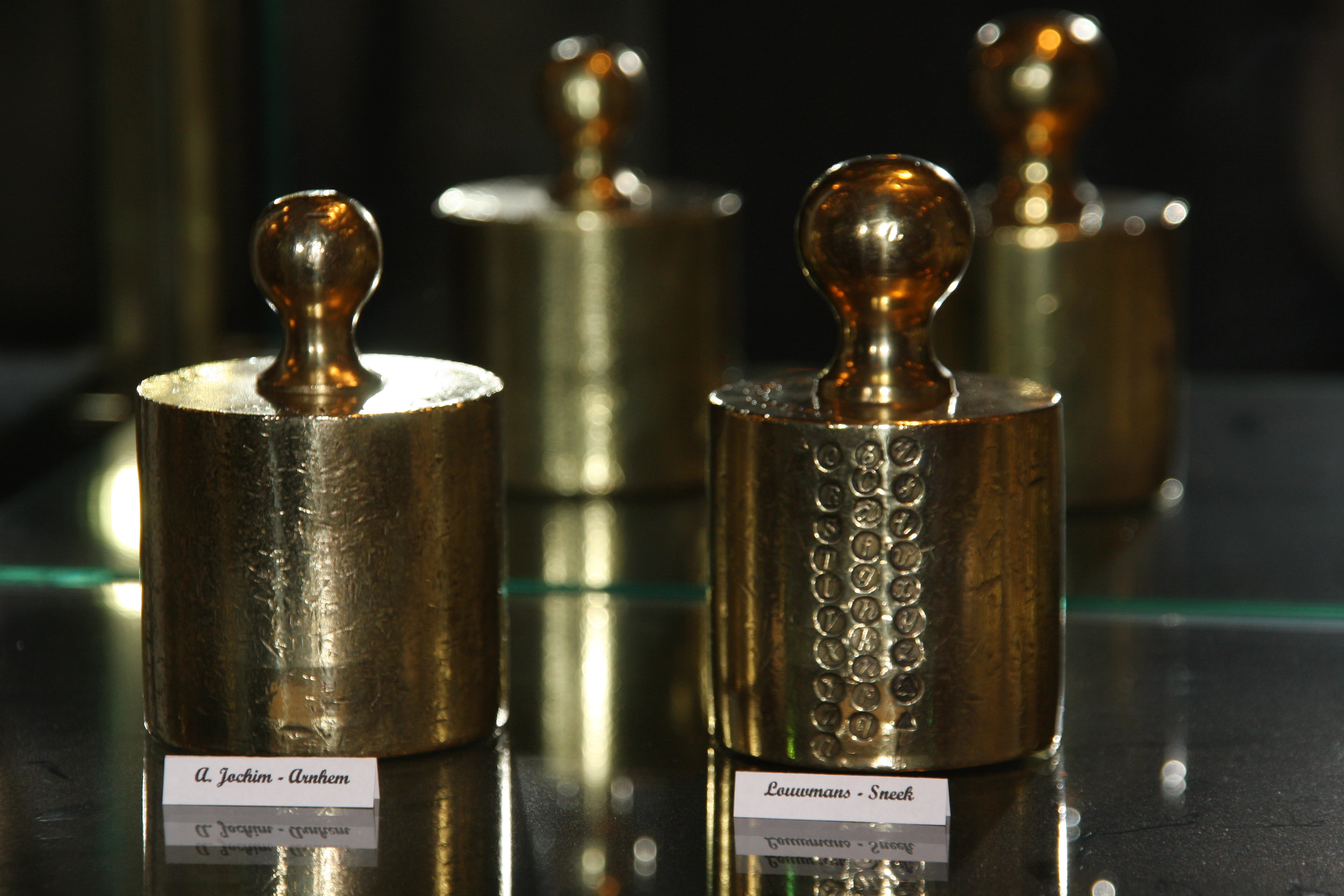
Twee 2-kilodruppelknopgewichten